# Dorcadion blandulus
Dorcadion blandulus là một loài bọ cánh cứng trong họ Cerambycidae.